# Patricia Schonstein
Patricia Schonstein (som också skriver under namnet Patricia Schonstein-Pinnock), född 1952, är en sydafrikansk-italiensk romanförfattare, poet, barnboksförfattare och intendent för antologier.
Schonsteins romaner är till stor del baserade på hennes personliga erfarenheter av att växa upp i Centralafrika samt historiska händelser relaterade till Inkvisitionen, Förintelsen, Rhodesiska bushkriget och Apartheid. Hon hyllar flyktingar och barn som fallit offer för krig i Afrika genom att väva samman en hård verklighet med inslag av myt och magi. 
Schonstein, vars romaner faller inom olika genrer som magisk realism, metafiktion och fiktion, är känd för romaner som Skyline och A Time of Angels. 

## Biografi
Schonstein är född och uppvuxen i Sydrhodesia (nuvarande Zimbabwe) och bor numer i Sydafrika där hon arbetar som författare på heltid.
Schonstein har en magisterexamen i kreativt skrivande från University of Cape Town, med handledning av 2003 års Nobellitteraturpristagare J. M. Coetzee, som stöttat mycket av hennes arbete. Hennes poesi har hyllats av ärkebiskop Emeritus Desmond Tutu som tilldelades Nobels fredspris 1984.
Schonstein sitter i Poetry in McGregor-kommittén och presenterar det årliga Patricia Schonstein-Poetry in McGregor Award. Tillsammans med Douglas Reid Skinner arbetar hon även som redaktör för tidskriften för nya dikter Stanzas som kommer ut varje kvartal.

## Utmärkelser
- Hennes debutroman, Skyline, vann det franska Prix du Marais år 2005; vann Percy FitzPatrick Award år 2002; kom på andra plats i South African Sunday Times Fiction Award år 2001[3]; var en av de utvalda för 2002 års International IMPAC Dublin Literary Award; var listad i South African Twenty-Five Must-Reads in 2007; och var listad i svenska En Bok for alle.
- A Time of Angels hamnade på andra plats i South African Sunday Times Fiction Award in 2004[2]; hamnade på slutlistan för Booksellers’ Choice Award år 2004.
- The Apothecary’s Daughter listades i Sunday Times Read Your Way Through Democracy år 2014.
- Banquet at Brabazan hamnade på slutlistan för Commonwealth Writer’s Prize Africa Best Book år 2011.
- Hon vann Young Africa Award år 1997 (Kategori för noveller)

### Romaner
- Skyline, 2000
- A Time of Angels, 2003
- The Apothecary's Daughter, 2004
- A Quilt of Dreams, 2006
- The Master's Ruse, 2008
- Banquet at Brabazan, 2010

### Barnböcker
- Sing, Africa! poems and song for young children, 1990
- Thobileʼs dream, 1991
- Thobile and the Tortoises, 1992
- The king who loved birds, 1992
- Maggie, Mango & Scottie – An adventure in Africa 2016
- Ouma's Autumn, 1993
- Saturday in Africa: living history through poetry, 1996

### Poesi
- The Unknown Child: Poems of War, Loss and Longing
- A Gathering of Madonnas, and Other Poems, 2001

### Facklitteratur
- Xhosa: a Cultural Grammar for Beginners, 1994

### Samlingsvolymer
- Africa! My Africa! An Anthology of Poems
- Africa Ablaze! Poems & Prose Pieces of War & Civil Conflict
- Heart of Africa! Poems of Love, Loss and Longing
- McGregor Poetry Festival 2013 Anthology
- McGregor Poetry Festival 2014 Anthology
- McGregor Poetry Festival 2015 Anthology
- McGregor Poetry Festival 2016 Anthology